# Альседо (вулкан)
Вулкан Альседо — один із шести щитових вулканів, що утворюють острів Ісабела на Галапагоських островах. Віддалене розташування вулкана стало причиною того, що навіть останнє виверження в 1993 році було зареєстровано лише через два роки. Це також єдиний вулкан на Галапагосах, який вивергає ріолітову та базальтову лаву.
На вулкані найбільша кількість диких черепах серед усіх вулканів Галапагоських островів, хоча їхнє генетичне різноманіття є одним із найнижчих серед усіх на архіпелазі. Середовище існування черепах опинилося під загрозою, коли в 1970-х роках здичавілі кози перейшли з південного острова Ісабела, а потім швидко розмножилися.

## Геологія
Вважається, що вулкан Альседо піднявся з моря приблизно 313 000 років тому, виходячи з його заземного об’єму 234 км3 і середньої швидкості виверження 1x10 6 м3 на рік. В результаті активності утворилася вулканічна споруда висотою 1130 м  з кальдерою розміром 6,1 на 7,4 км. Вулкан Альседо схожий на своїх сусідів вулкани Дарвін на півночі і Сьєрра-Негра на півдні, які також мають пологі схили на більшій частині своєї висоти. Він схожий також і тим, що глибина кальдери становить менше 25% висоти вулкана.  Це контрастує з іншими великими щитовими вулканами Серро-Азуль, Вулф на островах Ісабела та Фернандіна, які мають набагато крутіші схили та кальдери, підводна частина яких становить 40-60% від висоти над землею.
Альседо, як і інші вулкани на Галапагоських островах, утворився завдяки Галапагоській гарячій точці, яка виникла завдяки мантійному плюму. Вулкан не знаходиться безпосередньо в гарячій точці, яка, як вважають, знаходиться під сусіднім островом Фернандіна на заході. Однак він все ще  є активним з останнім виверженням у 1993 році. Через віддаленість Альседо історичні виверження не зареєстровані. Виверження відбулося між 1946 і 1960 роками, як це було визначено за різними фотографіями. Вважається, що ще одне виверження в 1954 році відбулося на сусідній Сьєрра-Негрі. Навіть виверження 1993 року не спостерігалося і було зареєстровано лише після того, як експедиція виявила нові кратери в 1995 році .
Це єдиний вулкан на Галапагосах, який виверг ріолітові лави. Приблизно 1 км3 ріоліту сформувалося в цілому, невелика кількість порівняно з його субаеральним об’ємом. Виверження його почалося приблизно 120 000 років тому в серії вивержень, найбільше з них призвело до утворення тефрового покриву на східних схилах.  Після виверження ріоліту відбулося повернення до виверження базальтової лави. Існує теорія, що така зміна вулканічного матеріалу вулканів пов’язана з відходом Альседо від гарячої точки, що призвело до зміни хімічного складу магми, що надходить до магматичного осередку. 
У Альседо є гідротермальна система, температура води, що виділяється, менше ніж 97 градусів за Цельсієм, хоча вважається, що температура самої водойми перевищує 260 градусів за Цельсієм. Вченні вважають, що вода в гідротермальній системі Альседо перебуває приблизно 400 років, а джерелом води є дощ. 

## Дика природа
У дослідженні 2003 року виду галапагоської черепахи на Альседо, Chelonoidis vandenburghi, було показано, що генетичне різноманіття було набагато нижчим, ніж можна було б очікувати в популяції її розміру, яка наразі оцінюється приблизно в 4000 особин. Хоча черепахи Альседо мають найбільшу дику популяцію на Галапагоських островах, однак генетичне різноманіття є в 3-5 разів менше, ніж у інших підвидів галапагоських черепах. Вважається, що така низька різноманітність спричинена значним скороченням чисельності приблизно 100 000 років тому. Вважається, що зменшення популяції лише до кількох особин було спричинене великим виверженням вулкана Альседо.   З того часу черепахам вдалося відновити свою популяцію. З моменту відкриття островів людиною вони зазнали нового тиску, як і інші галапагоські черепахи. На них полювали ранні мореплавці, оскільки черепахи були джерелом їжі під час подорожей. Інтродукція немісцевих видів також вплинула на середовище існування черепах та іншої фауни та флори на Альседо.
Протягом багатьох років вважалося, що дикі кози не зможуть перетнути перешийок Перрі, 12 км широке лавове поле від південної до північної частини острова Ісабела. Однак на початку 1970-х років було зареєстровано, що кози перетнули це місце, і до 1998 року їх популяція становила від 75 000 до 125 000. Кози впливали на навколишнє середовище. Зникнення рослинності також означало, що водозбірні ями висохли. Для боротьби з цим проектом «Ісабела» Національний парк і Фонд Чарльза Дарвіна почали знищувати кіз на півночі острова Ісабела.  Проект був завершений у 2006 році, звільненням північної частини острова Ісабелавід кіз. Після проекту відбулося швидке відновлення невеликих дерев і кущів. 

## Дивіться також
- Список вулканів Еквадору